# Bowling tại Đại hội Thể thao Trong nhà châu Á 2007
Bowling là môn thể thao thi đấu chính thức tại Đại hội Thể thao Trong nhà châu Á 2007 được tổ chức tại Ma Cao, Trung Quốc từ ngày 27 tháng 10 đến ngày 2 tháng 11, năm 2007.

## Tổng kết

### Bảng thành tích
| 1     | Hàn Quốc   | 5 | 2 | 1  | 8  |
| 2     | UAE        | 1 | 0 | 1  | 2  |
| 3     | Trung Quốc | 0 | 1 | 3  | 4  |
| 4     | Malaysia   | 0 | 1 | 1  | 2  |
| 4     | Thái Lan   | 0 | 1 | 1  | 2  |
| 6     | Qatar      | 0 | 1 | 0  | 1  |
| 7     | Nhật Bản   | 0 | 0 | 4  | 4  |
| 8     | Kuwait     | 0 | 0 | 1  | 1  |
| Total | Total      | 6 | 6 | 12 | 24 |

### Medal winners

#### Nam
| Nội dung | Vàng                                                                  | Bạc                                                                              | Đồng                                                                                          |
| -------- | --------------------------------------------------------------------- | -------------------------------------------------------------------------------- | --------------------------------------------------------------------------------------------- |
| Đơn nam  | Bản mẫu:Lá cờIOC2medalist                                             | Bản mẫu:Lá cờIOC2medalist                                                        | Bản mẫu:Lá cờIOC2medalist                                                                     |
| Đơn nam  | Bản mẫu:Lá cờIOC2medalist                                             | Bản mẫu:Lá cờIOC2medalist                                                        | Bản mẫu:Lá cờIOC2medalist                                                                     |
| Đôi nam  | Hàn Quốc · Choi Bok-Eum · Park Min-Su                                 | Thái Lan · Yannaphon Larpapharat · Somjed Kusonphithak                           | Nhật Bản · Daiki Ikeda · Masaaki Takemoto                                                     |
| Đôi nam  | Hàn Quốc · Choi Bok-Eum · Park Min-Su                                 | Thái Lan · Yannaphon Larpapharat · Somjed Kusonphithak                           | UAE · Nayef Eqab · Shaker Al-Hassan                                                           |
| Nhóm 4   | Hàn Quốc · Choi Bok-Eum · Park Min-Su · Kim Kwang-Wook · Kim Hyun-Suk | Qatar · Saeed Al-Hajri · Abdulla Al-Qatan · Mubarak Al-Muraikhi · Fahid Al-Emadi | Nhật Bản · Tomoyuki Sasaki · Masaru Ito · Daiki Ikeda · Masaaki Takemoto                      |
| Nhóm 4   | Hàn Quốc · Choi Bok-Eum · Park Min-Su · Kim Kwang-Wook · Kim Hyun-Suk | Qatar · Saeed Al-Hajri · Abdulla Al-Qatan · Mubarak Al-Muraikhi · Fahid Al-Emadi | Thái Lan · Phoemphun Yakasem · Surasak Manuwong · Somjed Kusonphithak · Yannaphon Larpapharat |

#### Nữ
| Nội dung | Vàng                                                                | Bạc                                                                 | Đồng                                                                     |
| -------- | ------------------------------------------------------------------- | ------------------------------------------------------------------- | ------------------------------------------------------------------------ |
| Đơn nữ   | Bản mẫu:Lá cờIOC2medalist                                           | Bản mẫu:Lá cờIOC2medalist                                           | Bản mẫu:Lá cờIOC2medalist                                                |
| Đơn nữ   | Bản mẫu:Lá cờIOC2medalist                                           | Bản mẫu:Lá cờIOC2medalist                                           | Bản mẫu:Lá cờIOC2medalist                                                |
| Đôi nữ   | Hàn Quốc · Gang Hye-Eun · Gye Min-Young                             | Hàn Quốc · Choi Jin-A · Kim Yeau-Jin                                | Trung Quốc · Chen Dongdong · Wu Suqin                                    |
| Đôi nữ   | Hàn Quốc · Gang Hye-Eun · Gye Min-Young                             | Hàn Quốc · Choi Jin-A · Kim Yeau-Jin                                | Trung Quốc · Zhang Yuhong · Yang Suiling                                 |
| Nhóm 4   | Hàn Quốc · Choi Jin-A · Kim Yeau-Jin · Gang Hye-Eun · Gye Min-Young | Trung Quốc · Chen Dongdong · Wu Suqin · Zhang Yuhong · Yang Suiling | Nhật Bản · Haruka Matsuda · Kumi Tsuzawa · Kanako Ishimine · Ayano Katai |
| Nhóm 4   | Hàn Quốc · Choi Jin-A · Kim Yeau-Jin · Gang Hye-Eun · Gye Min-Young | Trung Quốc · Chen Dongdong · Wu Suqin · Zhang Yuhong · Yang Suiling | Malaysia · Iman Zatil · Jane Sin · Trsih Khoo · Norhanizah Abu Bakar     |

## Nam

### Đơn nam
27 tháng 10

#### Vòng ngoài
| Hạng | VĐV                      | Điểm số |
| ---- | ------------------------ | ------- |
| 1    | Bản mẫu:Lá cờIOC2athlete | 1454    |
| 2    | Bản mẫu:Lá cờIOC2athlete | 1428    |
| 3    | Bản mẫu:Lá cờIOC2athlete | 1394    |
| 4    | Bản mẫu:Lá cờIOC2athlete | 1375    |
| 5    | Bản mẫu:Lá cờIOC2athlete | 1374    |
| 6    | Bản mẫu:Lá cờIOC2athlete | 1373    |
| 7    | Bản mẫu:Lá cờIOC2athlete | 1347    |
| 7    | Bản mẫu:Lá cờIOC2athlete | 1347    |
| 9    | Bản mẫu:Lá cờIOC2athlete | 1332    |
| 10   | Bản mẫu:Lá cờIOC2athlete | 1326    |
| 11   | Bản mẫu:Lá cờIOC2athlete | 1317    |
| 12   | Bản mẫu:Lá cờIOC2athlete | 1311    |
| 13   | Bản mẫu:Lá cờIOC2athlete | 1307    |
| 14   | Bản mẫu:Lá cờIOC2athlete | 1305    |
| 15   | Bản mẫu:Lá cờIOC2athlete | 1293    |
| 16   | Bản mẫu:Lá cờIOC2athlete | 1290    |
| 17   | Bản mẫu:Lá cờIOC2athlete | 1288    |
| 18   | Bản mẫu:Lá cờIOC2athlete | 1273    |
| 19   | Bản mẫu:Lá cờIOC2athlete | 1271    |
| 20   | Bản mẫu:Lá cờIOC2athlete | 1260    |
| 21   | Bản mẫu:Lá cờIOC2athlete | 1255    |
| 22   | Bản mẫu:Lá cờIOC2athlete | 1253    |
| 23   | Bản mẫu:Lá cờIOC2athlete | 1251    |
| 24   | Bản mẫu:Lá cờIOC2athlete | 1247    |
| 25   | Bản mẫu:Lá cờIOC2athlete | 1241    |
| 26   | Bản mẫu:Lá cờIOC2athlete | 1240    |
| 27   | Bản mẫu:Lá cờIOC2athlete | 1238    |
| 27   | Bản mẫu:Lá cờIOC2athlete | 1238    |
| 29   | Bản mẫu:Lá cờIOC2athlete | 1235    |
| 30   | Bản mẫu:Lá cờIOC2athlete | 1234    |
| 31   | Bản mẫu:Lá cờIOC2athlete | 1231    |
| 31   | Bản mẫu:Lá cờIOC2athlete | 1231    |
| 33   | Bản mẫu:Lá cờIOC2athlete | 1226    |
| 34   | Bản mẫu:Lá cờIOC2athlete | 1219    |
| 35   | Bản mẫu:Lá cờIOC2athlete | 1216    |
| 36   | Bản mẫu:Lá cờIOC2athlete | 1214    |
| 36   | Bản mẫu:Lá cờIOC2athlete | 1214    |

| Hạng | VĐV                      | Điểm số |
| ---- | ------------------------ | ------- |
| 38   | Bản mẫu:Lá cờIOC2athlete | 1207    |
| 39   | Bản mẫu:Lá cờIOC2athlete | 1197    |
| 40   | Bản mẫu:Lá cờIOC2athlete | 1196    |
| 41   | Bản mẫu:Lá cờIOC2athlete | 1188    |
| 42   | Bản mẫu:Lá cờIOC2athlete | 1185    |
| 43   | Bản mẫu:Lá cờIOC2athlete | 1177    |
| 44   | Bản mẫu:Lá cờIOC2athlete | 1167    |
| 45   | Bản mẫu:Lá cờIOC2athlete | 1163    |
| 46   | Bản mẫu:Lá cờIOC2athlete | 1161    |
| 47   | Bản mẫu:Lá cờIOC2athlete | 1157    |
| 48   | Bản mẫu:Lá cờIOC2athlete | 1156    |
| 49   | Bản mẫu:Lá cờIOC2athlete | 1153    |
| 50   | Bản mẫu:Lá cờIOC2athlete | 1137    |
| 51   | Bản mẫu:Lá cờIOC2athlete | 1130    |
| 52   | Bản mẫu:Lá cờIOC2athlete | 1125    |
| 53   | Bản mẫu:Lá cờIOC2athlete | 1124    |
| 54   | Bản mẫu:Lá cờIOC2athlete | 1123    |
| 55   | Bản mẫu:Lá cờIOC2athlete | 1121    |
| 56   | Bản mẫu:Lá cờIOC2athlete | 1119    |
| 57   | Bản mẫu:Lá cờIOC2athlete | 1115    |
| 58   | Bản mẫu:Lá cờIOC2athlete | 1114    |
| 59   | Bản mẫu:Lá cờIOC2athlete | 1111    |
| 60   | Bản mẫu:Lá cờIOC2athlete | 1108    |
| 61   | Bản mẫu:Lá cờIOC2athlete | 1107    |
| 62   | Bản mẫu:Lá cờIOC2athlete | 1099    |
| 63   | Bản mẫu:Lá cờIOC2athlete | 1094    |
| 64   | Bản mẫu:Lá cờIOC2athlete | 1086    |
| 65   | Bản mẫu:Lá cờIOC2athlete | 1069    |
| 66   | Bản mẫu:Lá cờIOC2athlete | 1066    |
| 67   | Bản mẫu:Lá cờIOC2athlete | 1064    |
| 68   | Bản mẫu:Lá cờIOC2athlete | 1060    |
| 69   | Bản mẫu:Lá cờIOC2athlete | 1052    |
| 70   | Bản mẫu:Lá cờIOC2athlete | 1039    |
| 71   | Bản mẫu:Lá cờIOC2athlete | 1029    |
| 72   | Bản mẫu:Lá cờIOC2athlete | 1023    |
| 73   | Bản mẫu:Lá cờIOC2athlete | 996     |
| 74   | Bản mẫu:Lá cờIOC2athlete | 976     |

#### Vòng trong
|  | Tứ kết | Tứ kết                   | Tứ kết |                          |     | Bán kết                  | Bán kết | Bán kết |  |  | Chung kết | Chung kết | Chung kết |  |
|  |        |                          |        |                          |     |                          |         |         |  |  |           |           |           |  |
|  | 3      | Bản mẫu:Lá cờIOC2athlete | 235    |                          |     |                          |         |         |  |  |           |           |           |  |
|  | 3      | Bản mẫu:Lá cờIOC2athlete | 235    |                          |     |                          |         |         |  |  |           |           |           |  |
|  | 6      | Bản mẫu:Lá cờIOC2athlete | 215    |                          |     |                          |         |         |  |  |           |           |           |  |
|  | 6      | Bản mẫu:Lá cờIOC2athlete | 215    |                          | 3   | Bản mẫu:Lá cờIOC2athlete | 195     |         |  |  |           |           |           |  |
|  |        |                          |        |                          | 3   | Bản mẫu:Lá cờIOC2athlete | 195     |         |  |  |           |           |           |  |
|  |        |                          | 2      | Bản mẫu:Lá cờIOC2athlete | 258 |                          |         |         |  |  |           |           |           |  |
|  | 7      | Bản mẫu:Lá cờIOC2athlete | 2      | Bản mẫu:Lá cờIOC2athlete | 258 | 203                      |         |         |  |  |           |           |           |  |
|  | 7      | Bản mẫu:Lá cờIOC2athlete |        |                          |     |                          |         |         |  |  |           |           |           |  |
|  | 2      | Bản mẫu:Lá cờIOC2athlete | 247    |                          |     |                          |         |         |  |  |           |           |           |  |
|  | 2      | Bản mẫu:Lá cờIOC2athlete | 247    |                          | 2   | Bản mẫu:Lá cờIOC2athlete | 172     |         |  |  |           |           |           |  |
|  |        |                          |        |                          |     |                          |         |         |  |  |           |           |           |  |
|  |        |                          | 5      | Bản mẫu:Lá cờIOC2athlete | 211 |                          |         |         |  |  |           |           |           |  |
|  | 1      | Bản mẫu:Lá cờIOC2athlete | 5      | Bản mẫu:Lá cờIOC2athlete | 211 | 242                      |         |         |  |  |           |           |           |  |
|  | 1      | Bản mẫu:Lá cờIOC2athlete |        |                          |     |                          |         |         |  |  |           |           |           |  |
|  | 8      | Bản mẫu:Lá cờIOC2athlete | 168    |                          |     |                          |         |         |  |  |           |           |           |  |
|  | 8      | Bản mẫu:Lá cờIOC2athlete | 168    |                          | 1   | Bản mẫu:Lá cờIOC2athlete | 191     |         |  |  |           |           |           |  |
|  |        |                          |        |                          | 1   | Bản mẫu:Lá cờIOC2athlete | 191     |         |  |  |           |           |           |  |
|  |        |                          | 5      | Bản mẫu:Lá cờIOC2athlete | 227 |                          |         |         |  |  |           |           |           |  |
|  | 5      | Bản mẫu:Lá cờIOC2athlete | 5      | Bản mẫu:Lá cờIOC2athlete | 227 | 246                      |         |         |  |  |           |           |           |  |
|  | 5      | Bản mẫu:Lá cờIOC2athlete |        |                          |     |                          |         |         |  |  |           |           |           |  |
|  | 4      | Bản mẫu:Lá cờIOC2athlete | 190    |                          |     |                          |         |         |  |  |           |           |           |  |

### Đôi nam
29 tháng 10

#### Vòng ngoài
| Hạng | Đội                                                   | Điểm số |
| ---- | ----------------------------------------------------- | ------- |
| 1    | Thái Lan · Somjed Kusonpithak · Yannaphon Larpapharat | 2725    |
| 2    | Hàn Quốc · Choi Bok-Eum · Park Min-Su                 | 2718    |
| 3    | Qatar · Mubarak Al-Muraikhi · Saeed Al-Hajri          | 2647    |
| 4    | Malaysia · Syaherezan Fajrin · Muhammad Nur Aiman     | 2631    |
| 5    | UAE · Nayef Eqab · Shaker Al-Hassan                   | 2605    |
| 6    | Nhật Bản · Daiki Ikeda · Masaaki Takemoto             | 2564    |
| 7    | Ả Rập Xê Út · Hassan Al-Shaikh · Bader Al-Shaikh      | 2532    |
| 8    | Đài Bắc Trung Hoa · Cheng Hsing-Chao · Hsiao Chun-Ho  | 2510    |
| 9    | Hồng Kông · Wu Siu Hong · Daniel Yiu                  | 2506    |
| 10   | Hàn Quốc · Kim Hyun-Suk · Kim Kwang-Wook              | 2448    |
| 11   | Philippines · Markwin Tee · Ernesto Garchallian       | 2437    |
| 12   | Thái Lan · Surasak Manuwong · Phoemphun Yakasem       | 2432    |
| 13   | Brunei · Ahmed Mohamed Raheemi · Yusuf Mohamed Falah  | 2403    |
| 14   | Qatar · Fahid Al-Emadi · Abdulla Al-Qattan            | 2387    |
| 15   | Hồng Kông · Eric Tseng · Cyrus Cheung                 | 2378    |
| 16   | Trung Quốc · Feng Nan · Yang Wei                      | 2377    |
| 17   | Nepal · Tik Bahadur Gurung · Rajkumar Ranjit          | 2374    |
| 18   | Philippines · Chester King · Raoul Miranda            | 2356    |
| 19   | Kuwait · Khaled Al-Debayyan · Basel Al-Anzi           | 2352    |

| Hạng | Đội                                                              | Điểm số |
| ---- | ---------------------------------------------------------------- | ------- |
| 20   | Uzbekistan · Sergey Sapov · Viktor Smirnov                       | 2345    |
| 21   | Đài Bắc Trung Hoa · Lin Yu-Chien · Chen Yung-Chuan               | 2332    |
| 22   | Iran · Hossein Omid-Ali · Ebrahim Oushani                        | 2331    |
| 23   | Nhật Bản · Tomoyuki Sasaki · Masaru Ito                          | 2301    |
| 24   | Indonesia · Oscar · Haqi Rumandung                               | 2271    |
| 25   | Iran · Sam Salimi · Hamid Reza Seyed-Azizollah                   | 2262    |
| 26   | UAE · Sayed Ibrahim · Hussain Nasir Al-Suwaidi                   | 2261    |
| 27   | Uzbekistan · Bakhodir Arifov · Kudrat Khilyamov                  | 2259    |
| 28   | Ma Cao · Choi Io Fai · Cheng Peng Sheng                          | 2258    |
| 29   | Malaysia · Zaid Izlan · Jonathan Lim                             | 2252    |
| 30   | Indonesia · Rangga Dwichandra Yudhira · Dennis Ranova Pulunggono | 2234    |
| 31   | Ả Rập Xê Út · Fadi Al-Towireb · Faisal Al-Juraifani              | 2231    |
| 32   | Kuwait · Jasim Abbas · Salem Al-Hajras                           | 2196    |
| 33   | Ấn Độ · Ajay Singh · Girish Ashok Gaba                           | 2168    |
| 34   | Trung Quốc · Jia Ling · Cheng Gong                               | 2154    |
| 35   | Ma Cao · Lei Hok Hin · Lok Hei Ieong                             | 2130    |
| 36   | Brunei · Mohamed Yusuf Hatam · Husain Ghuloom Mohamed            | 2128    |
| 37   | Ấn Độ · Rajmohan Palaniappan · Vijay Manoharlal Punjabi          | 2030    |

#### Vòng trong
|  | Tứ kết | Tứ kết                   | Tứ kết |                          |     | Bán kết                  | Bán kết | Bán kết |  |  | Chung kết | Chung kết | Chung kết |  |
|  |        |                          |        |                          |     |                          |         |         |  |  |           |           |           |  |
|  | 1      | Bản mẫu:Lá cờIOC2athlete | 389    |                          |     |                          |         |         |  |  |           |           |           |  |
|  | 1      | Bản mẫu:Lá cờIOC2athlete | 389    |                          |     |                          |         |         |  |  |           |           |           |  |
|  | 8      | Bản mẫu:Lá cờIOC2athlete | 384    |                          |     |                          |         |         |  |  |           |           |           |  |
|  | 8      | Bản mẫu:Lá cờIOC2athlete | 384    |                          | 1   | Bản mẫu:Lá cờIOC2athlete | 483     |         |  |  |           |           |           |  |
|  |        |                          |        |                          | 1   | Bản mẫu:Lá cờIOC2athlete | 483     |         |  |  |           |           |           |  |
|  |        |                          | 6      | Bản mẫu:Lá cờIOC2athlete | 373 |                          |         |         |  |  |           |           |           |  |
|  | 3      | Bản mẫu:Lá cờIOC2athlete | 6      | Bản mẫu:Lá cờIOC2athlete | 373 | 402                      |         |         |  |  |           |           |           |  |
|  | 3      | Bản mẫu:Lá cờIOC2athlete |        |                          |     |                          |         |         |  |  |           |           |           |  |
|  | 6      | Bản mẫu:Lá cờIOC2athlete | 468    |                          |     |                          |         |         |  |  |           |           |           |  |
|  | 6      | Bản mẫu:Lá cờIOC2athlete | 468    |                          | 1   | Bản mẫu:Lá cờIOC2athlete | 410     |         |  |  |           |           |           |  |
|  |        |                          |        |                          |     |                          |         |         |  |  |           |           |           |  |
|  |        |                          | 2      | Bản mẫu:Lá cờIOC2athlete | 521 |                          |         |         |  |  |           |           |           |  |
|  | 5      | Bản mẫu:Lá cờIOC2athlete | 2      | Bản mẫu:Lá cờIOC2athlete | 521 | 437                      |         |         |  |  |           |           |           |  |
|  | 5      | Bản mẫu:Lá cờIOC2athlete |        |                          |     |                          |         |         |  |  |           |           |           |  |
|  | 4      | Bản mẫu:Lá cờIOC2athlete | 403    |                          |     |                          |         |         |  |  |           |           |           |  |
|  | 4      | Bản mẫu:Lá cờIOC2athlete | 403    |                          | 5   | Bản mẫu:Lá cờIOC2athlete | 369     |         |  |  |           |           |           |  |
|  |        |                          |        |                          | 5   | Bản mẫu:Lá cờIOC2athlete | 369     |         |  |  |           |           |           |  |
|  |        |                          | 2      | Bản mẫu:Lá cờIOC2athlete | 386 |                          |         |         |  |  |           |           |           |  |
|  | 7      | Bản mẫu:Lá cờIOC2athlete | 2      | Bản mẫu:Lá cờIOC2athlete | 386 | 406                      |         |         |  |  |           |           |           |  |
|  | 7      | Bản mẫu:Lá cờIOC2athlete |        |                          |     |                          |         |         |  |  |           |           |           |  |
|  | 2      | Bản mẫu:Lá cờIOC2athlete | 437    |                          |     |                          |         |         |  |  |           |           |           |  |

### Nhóm 4

#### Vòng ngoài
31 tháng 10 – 01 tháng 11
| Hạng | Đội               | Điểm số |
| ---- | ----------------- | ------- |
| 1    | Nhật Bản          | 5378    |
| 2    | Qatar             | 5156    |
| 3    | Thái Lan          | 5078    |
| 4    | Hàn Quốc          | 5017    |
| 5    | Kuwait            | 4956    |
| 6    | Philippines       | 4939    |
| 7    | UAE               | 4924    |
| 8    | Hồng Kông         | 4913    |
| 9    | Đài Bắc Trung Hoa | 4833    |
| 10   | Indonesia         | 4790    |
| 11   | Ả Rập Xê Út       | 4789    |
| 12   | Malaysia          | 4753    |
| 13   | Ma Cao            | 4656    |
| 14   | Brunei            | 4630    |
| 15   | Trung Quốc        | 4591    |
| 16   | Iran              | 4591    |
| 17   | Ấn Độ             | 4514    |
| 18   | Uzbekistan        | 4240    |

#### Vòng trong
2 tháng 11
|  | Bán kết | Bán kết           | Bán kết |                   |     | Chung kết         | Chung kết | Chung kết |  |
|  |         |                   |         |                   |     |                   |           |           |  |
|  | 3       | Bản mẫu:Lá cờIOC2 | 777     |                   |     |                   |           |           |  |
|  | 3       | Bản mẫu:Lá cờIOC2 | 777     |                   |     |                   |           |           |  |
|  | 2       | Bản mẫu:Lá cờIOC2 | 783     |                   |     |                   |           |           |  |
|  | 2       | Bản mẫu:Lá cờIOC2 | 783     |                   | 2   | Bản mẫu:Lá cờIOC2 | 829       |           |  |
|  |         |                   |         |                   | 2   | Bản mẫu:Lá cờIOC2 | 829       |           |  |
|  |         |                   | 4       | Bản mẫu:Lá cờIOC2 | 922 |                   |           |           |  |
|  | 1       | Bản mẫu:Lá cờIOC2 | 4       | Bản mẫu:Lá cờIOC2 | 922 | 766               |           |           |  |
|  | 1       | Bản mẫu:Lá cờIOC2 |         |                   |     |                   |           |           |  |
|  | 4       | Bản mẫu:Lá cờIOC2 | 830     |                   |     |                   |           |           |  |

## Nữ

### Đơn nữ
28 tháng 10

#### Vòng ngoài
| Hạng | VĐV                      | Điểm số |
| ---- | ------------------------ | ------- |
| 1    | Bản mẫu:Lá cờIOC2athlete | 1349    |
| 2    | Bản mẫu:Lá cờIOC2athlete | 1332    |
| 3    | Bản mẫu:Lá cờIOC2athlete | 1286    |
| 4    | Bản mẫu:Lá cờIOC2athlete | 1265    |
| 5    | Bản mẫu:Lá cờIOC2athlete | 1247    |
| 5    | Bản mẫu:Lá cờIOC2athlete | 1247    |
| 7    | Bản mẫu:Lá cờIOC2athlete | 1235    |
| 8    | Bản mẫu:Lá cờIOC2athlete | 1232    |
| 9    | Bản mẫu:Lá cờIOC2athlete | 1210    |
| 10   | Bản mẫu:Lá cờIOC2athlete | 1208    |
| 11   | Bản mẫu:Lá cờIOC2athlete | 1198    |
| 12   | Bản mẫu:Lá cờIOC2athlete | 1194    |
| 13   | Bản mẫu:Lá cờIOC2athlete | 1184    |
| 14   | Bản mẫu:Lá cờIOC2athlete | 1182    |
| 15   | Bản mẫu:Lá cờIOC2athlete | 1161    |
| 16   | Bản mẫu:Lá cờIOC2athlete | 1154    |
| 17   | Bản mẫu:Lá cờIOC2athlete | 1151    |
| 18   | Bản mẫu:Lá cờIOC2athlete | 1149    |

| Hạng | VĐV                      | Điểm số |
| ---- | ------------------------ | ------- |
| 19   | Bản mẫu:Lá cờIOC2athlete | 1146    |
| 19   | Bản mẫu:Lá cờIOC2athlete | 1146    |
| 21   | Bản mẫu:Lá cờIOC2athlete | 1134    |
| 22   | Bản mẫu:Lá cờIOC2athlete | 1128    |
| 22   | Bản mẫu:Lá cờIOC2athlete | 1128    |
| 24   | Bản mẫu:Lá cờIOC2athlete | 1123    |
| 25   | Bản mẫu:Lá cờIOC2athlete | 1100    |
| 26   | Bản mẫu:Lá cờIOC2athlete | 1095    |
| 26   | Bản mẫu:Lá cờIOC2athlete | 1095    |
| 28   | Bản mẫu:Lá cờIOC2athlete | 1089    |
| 29   | Bản mẫu:Lá cờIOC2athlete | 1087    |
| 30   | Bản mẫu:Lá cờIOC2athlete | 1086    |
| 31   | Bản mẫu:Lá cờIOC2athlete | 1080    |
| 32   | Bản mẫu:Lá cờIOC2athlete | 1064    |
| 32   | Bản mẫu:Lá cờIOC2athlete | 1064    |
| 34   | Bản mẫu:Lá cờIOC2athlete | 998     |
| 35   | Bản mẫu:Lá cờIOC2athlete | 956     |
| 36   | Bản mẫu:Lá cờIOC2athlete | 916     |

#### Vòng trong
|  | Tứ kết | Tứ kết                   | Tứ kết |                          |     | Bán kết                  | Bán kết | Bán kết |  |  | Chung kết | Chung kết | Chung kết |  |
|  |        |                          |        |                          |     |                          |         |         |  |  |           |           |           |  |
|  | 7      | Bản mẫu:Lá cờIOC2athlete | 148    |                          |     |                          |         |         |  |  |           |           |           |  |
|  | 7      | Bản mẫu:Lá cờIOC2athlete | 148    |                          |     |                          |         |         |  |  |           |           |           |  |
|  | 2      | Bản mẫu:Lá cờIOC2athlete | 217    |                          |     |                          |         |         |  |  |           |           |           |  |
|  | 2      | Bản mẫu:Lá cờIOC2athlete | 217    |                          | 2   | Bản mẫu:Lá cờIOC2athlete | 214     |         |  |  |           |           |           |  |
|  |        |                          |        |                          | 2   | Bản mẫu:Lá cờIOC2athlete | 214     |         |  |  |           |           |           |  |
|  |        |                          | 8      | Bản mẫu:Lá cờIOC2athlete | 172 |                          |         |         |  |  |           |           |           |  |
|  | 1      | Bản mẫu:Lá cờIOC2athlete | 8      | Bản mẫu:Lá cờIOC2athlete | 172 | 182                      |         |         |  |  |           |           |           |  |
|  | 1      | Bản mẫu:Lá cờIOC2athlete |        |                          |     |                          |         |         |  |  |           |           |           |  |
|  | 8      | Bản mẫu:Lá cờIOC2athlete | 195    |                          |     |                          |         |         |  |  |           |           |           |  |
|  | 8      | Bản mẫu:Lá cờIOC2athlete | 195    |                          | 2   | Bản mẫu:Lá cờIOC2athlete | 191     |         |  |  |           |           |           |  |
|  |        |                          |        |                          |     |                          |         |         |  |  |           |           |           |  |
|  |        |                          | 3      | Bản mẫu:Lá cờIOC2athlete | 214 |                          |         |         |  |  |           |           |           |  |
|  | 5      | Bản mẫu:Lá cờIOC2athlete | 3      | Bản mẫu:Lá cờIOC2athlete | 214 | 208                      |         |         |  |  |           |           |           |  |
|  | 5      | Bản mẫu:Lá cờIOC2athlete |        |                          |     |                          |         |         |  |  |           |           |           |  |
|  | 4      | Bản mẫu:Lá cờIOC2athlete | 213    |                          |     |                          |         |         |  |  |           |           |           |  |
|  | 4      | Bản mẫu:Lá cờIOC2athlete | 213    |                          | 4   | Bản mẫu:Lá cờIOC2athlete | 156     |         |  |  |           |           |           |  |
|  |        |                          |        |                          | 4   | Bản mẫu:Lá cờIOC2athlete | 156     |         |  |  |           |           |           |  |
|  |        |                          | 3      | Bản mẫu:Lá cờIOC2athlete | 298 |                          |         |         |  |  |           |           |           |  |
|  | 3      | Bản mẫu:Lá cờIOC2athlete | 3      | Bản mẫu:Lá cờIOC2athlete | 298 | 217                      |         |         |  |  |           |           |           |  |
|  | 3      | Bản mẫu:Lá cờIOC2athlete |        |                          |     |                          |         |         |  |  |           |           |           |  |
|  | 6      | Bản mẫu:Lá cờIOC2athlete | 212    |                          |     |                          |         |         |  |  |           |           |           |  |

### Đôi nữ
30 tháng 10

#### Vòng ngoài
| Hạng | Đội                                              | Điểm số |
| ---- | ------------------------------------------------ | ------- |
| 1    | Hàn Quốc · Choi Jin-A · Kim Yeau-Jin             | 2556    |
| 2    | Trung Quốc · Chen Dongdong · Wu Suqin            | 2516    |
| 3    | Hàn Quốc · Gang Hye-Eun · Gye Min-Young          | 2496    |
| 4    | Trung Quốc · Zhang Yuhong · Yang Suiling         | 2493    |
| 5    | Malaysia · Iman Zatil · Norhanizah Abu Bakar     | 2455    |
| 6    | Nhật Bản · Ayano Katai · Kanako Ishimine         | 2447    |
| 7    | Hồng Kông · Chan Shuk Han · Vanessa Fung         | 2424    |
| 8    | Ma Cao · Chan Weng Sam · Alexandra Foo           | 2368    |
| 9    | Philippines · Liza Clutario · Angela Josef Holly | 2353    |

| Hạng | Team                                               | Điểm số |
| ---- | -------------------------------------------------- | ------- |
| 10   | Philippines · Marianne Posadas · Josephine Canare  | 2340    |
| 11   | Malaysia · Jane Sin · Trsih Khoo                   | 2339    |
| 12   | Thái Lan · Saowapha Kunaksorn · Angkana Netrviseth | 2331    |
| 13   | Ma Cao · Filomena Choi · Julia Lam                 | 2309    |
| 14   | Nhật Bản · Haruka Matsuda · Kumi Tsuzawa           | 2266    |
| 15   | Hồng Kông · Katherine Lau · Sylvia Kong            | 2262    |
| 16   | Thái Lan · Husanee Chupinji · Gunnalada Aree       | 2247    |
| 17   | Ấn Độ · Sumathi Nallabantu · Pratima Hegde         | 2064    |
| 18   | Ấn Độ · Sheela Kumari · Sabeena Saleem             | 2054    |

#### Vòng trong
|  | Tứ kết | Tứ kết                   | Tứ kết |                          |     | Bán kết                  | Bán kết | Bán kết |  |  | Chung kết | Chung kết | Chung kết |  |
|  |        |                          |        |                          |     |                          |         |         |  |  |           |           |           |  |
|  | 1      | Bản mẫu:Lá cờIOC2athlete | 401    |                          |     |                          |         |         |  |  |           |           |           |  |
|  | 1      | Bản mẫu:Lá cờIOC2athlete | 401    |                          |     |                          |         |         |  |  |           |           |           |  |
|  | 8      | Bản mẫu:Lá cờIOC2athlete | 371    |                          |     |                          |         |         |  |  |           |           |           |  |
|  | 8      | Bản mẫu:Lá cờIOC2athlete | 371    |                          | 1   | Bản mẫu:Lá cờIOC2athlete | 443     |         |  |  |           |           |           |  |
|  |        |                          |        |                          | 1   | Bản mẫu:Lá cờIOC2athlete | 443     |         |  |  |           |           |           |  |
|  |        |                          | 4      | Bản mẫu:Lá cờIOC2athlete | 413 |                          |         |         |  |  |           |           |           |  |
|  | 5      | Bản mẫu:Lá cờIOC2athlete | 4      | Bản mẫu:Lá cờIOC2athlete | 413 | 395                      |         |         |  |  |           |           |           |  |
|  | 5      | Bản mẫu:Lá cờIOC2athlete |        |                          |     |                          |         |         |  |  |           |           |           |  |
|  | 4      | Bản mẫu:Lá cờIOC2athlete | 472    |                          |     |                          |         |         |  |  |           |           |           |  |
|  | 4      | Bản mẫu:Lá cờIOC2athlete | 472    |                          | 1   | Bản mẫu:Lá cờIOC2athlete | 381     |         |  |  |           |           |           |  |
|  |        |                          |        |                          |     |                          |         |         |  |  |           |           |           |  |
|  |        |                          | 3      | Bản mẫu:Lá cờIOC2athlete | 391 |                          |         |         |  |  |           |           |           |  |
|  | 3      | Bản mẫu:Lá cờIOC2athlete | 3      | Bản mẫu:Lá cờIOC2athlete | 391 | 413                      |         |         |  |  |           |           |           |  |
|  | 3      | Bản mẫu:Lá cờIOC2athlete |        |                          |     |                          |         |         |  |  |           |           |           |  |
|  | 6      | Bản mẫu:Lá cờIOC2athlete | 340    |                          |     |                          |         |         |  |  |           |           |           |  |
|  | 6      | Bản mẫu:Lá cờIOC2athlete | 340    |                          | 3   | Bản mẫu:Lá cờIOC2athlete | 424     |         |  |  |           |           |           |  |
|  |        |                          |        |                          | 3   | Bản mẫu:Lá cờIOC2athlete | 424     |         |  |  |           |           |           |  |
|  |        |                          | 2      | Bản mẫu:Lá cờIOC2athlete | 341 |                          |         |         |  |  |           |           |           |  |
|  | 7      | Bản mẫu:Lá cờIOC2athlete | 2      | Bản mẫu:Lá cờIOC2athlete | 341 | 356                      |         |         |  |  |           |           |           |  |
|  | 7      | Bản mẫu:Lá cờIOC2athlete |        |                          |     |                          |         |         |  |  |           |           |           |  |
|  | 2      | Bản mẫu:Lá cờIOC2athlete | 396    |                          |     |                          |         |         |  |  |           |           |           |  |

### Nhóm 4

#### Vòng ngoài
31 tháng 10 – 01 tháng 11
| Hạng | Đội         | Điểm số |
| ---- | ----------- | ------- |
| 1    | Hàn Quốc    | 5284    |
| 2    | Malaysia    | 4887    |
| 3    | Trung Quốc  | 4841    |
| 4    | Nhật Bản    | 4718    |
| 5    | Philippines | 4702    |
| 6    | Thái Lan    | 4435    |
| 7    | Hồng Kông   | 4434    |
| 8    | Ma Cao      | 4343    |
| 9    | Ấn Độ       | 4019    |

#### Vòng trong
2 tháng 11
|  | Bán kết | Bán kết           | Bán kết |                   |     | Chung kết         | Chung kết | Chung kết |  |
|  |         |                   |         |                   |     |                   |           |           |  |
|  | 1       | Bản mẫu:Lá cờIOC2 | 842     |                   |     |                   |           |           |  |
|  | 1       | Bản mẫu:Lá cờIOC2 | 842     |                   |     |                   |           |           |  |
|  | 4       | Bản mẫu:Lá cờIOC2 | 764     |                   |     |                   |           |           |  |
|  | 4       | Bản mẫu:Lá cờIOC2 | 764     |                   | 1   | Bản mẫu:Lá cờIOC2 | 957       |           |  |
|  |         |                   |         |                   | 1   | Bản mẫu:Lá cờIOC2 | 957       |           |  |
|  |         |                   | 3       | Bản mẫu:Lá cờIOC2 | 833 |                   |           |           |  |
|  | 3       | Bản mẫu:Lá cờIOC2 | 3       | Bản mẫu:Lá cờIOC2 | 833 | 793               |           |           |  |
|  | 3       | Bản mẫu:Lá cờIOC2 |         |                   |     |                   |           |           |  |
|  | 2       | Bản mẫu:Lá cờIOC2 | 720     |                   |     |                   |           |           |  |